# Georges Capon
Georges Capon (a veces llamado  Georges Émile Capon) fue un artista pintor, grabador y litografista francés, nacido en París el 7 de abril de 1890 y fallecido en Issy-les-Moulineaux el 19 de noviembre de 1980.

## Datos biográficos
Nacido en el 9.º distrito de París de ascendencia normanda, Georges Capon fue alumno de la Escuela Germain-Pilon.
Fue reconocido como cartelista mayor ya que trabajó en ello con gran éxito durante cuatro años de la Primera Guerra Mundial cuando ejerció esa actividad en colaboración con Georges Dorival : « Estos carteles; observa Sofía Papatamkou, apoyaron la causa de diversas asociaciones y obras. Pusieron el énfasis sobre la solidaridad y el rol constructivo que los ex-combatientes inválidos pueden todavía jugar en la economía del país». La revista Civilis, por su parte, analiza el cartel The French woman in war-time donde Georges Capon presenta tres mujeres en el trabajo : « al primer plan, sobre la izquierda, se puede ver una mujer que maneja una máquina, lo que incita a opinar que trabaja en una fábrica.

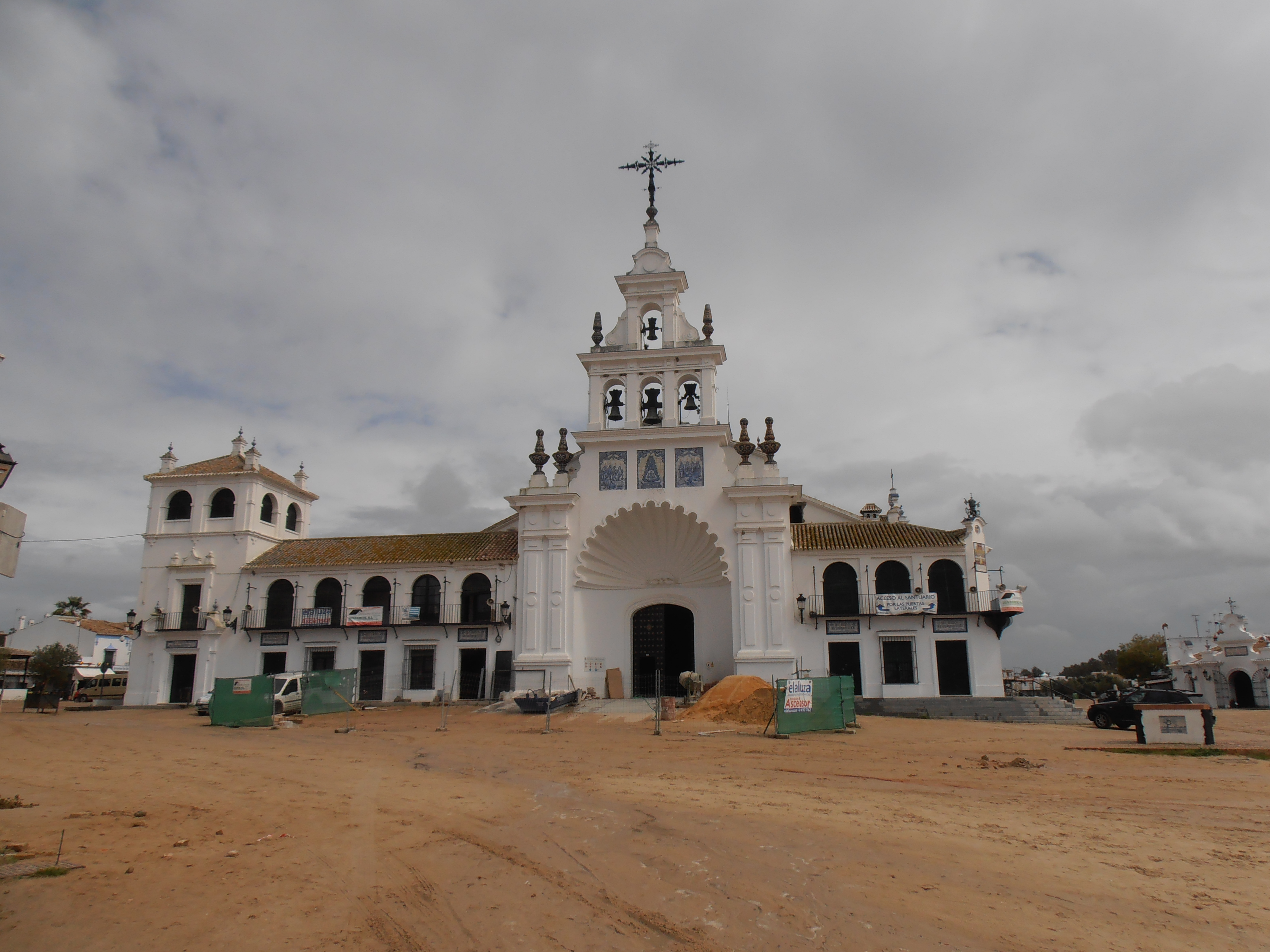
El Rocío, pueblo andaluz que Georges Capon amó y pintó entre 1927 y 1929

Georges Capon trabajó después como artista permanente de la Galería Berthe Weill. Fue amigo de Raoul Dufy, Marcel Gromaire, Maurice Savin, Francis Smith y André Dunoyer de Segonzac.. Vivió en el número 4, de la  calle Camille-Tahan en el XVIII Distrito de París.  
Georges Capon pasó un tiempo en España entre 1927 y 1929, y pinta entonces numerosas acuarelas (sus vistas de pueblos de la provincia de Huelva, en particular El Rocío y San Juan del Puerto que están presentadas al Arte Institute of Chicago en 1931) y optras telas como (Mujeres andaluzas) que, con sus Escenas de bar, son muy conocidas. Durante la Segunda Guerra Mundial, enseñó el dibujo y la cromolitografía en la escuela Estienne al tiempo que pertenecció al movimiento de resistencia Liberación-Norte.
Georges Capon salió de la vida pública adoptando un estilo de vida discreta en 1951 a partir del fallecimiento de Berthe Weill famosa galerista y comerciante de arte francesa que lo protegió profesionalmente y con quien guardo gran amistad..
Georges Capon murió en Issy-les-Moulineaux el 19 de noviembre de 1980. Es el abuelo del pintor Gilles Ghez.

## Exposiciones colectivas

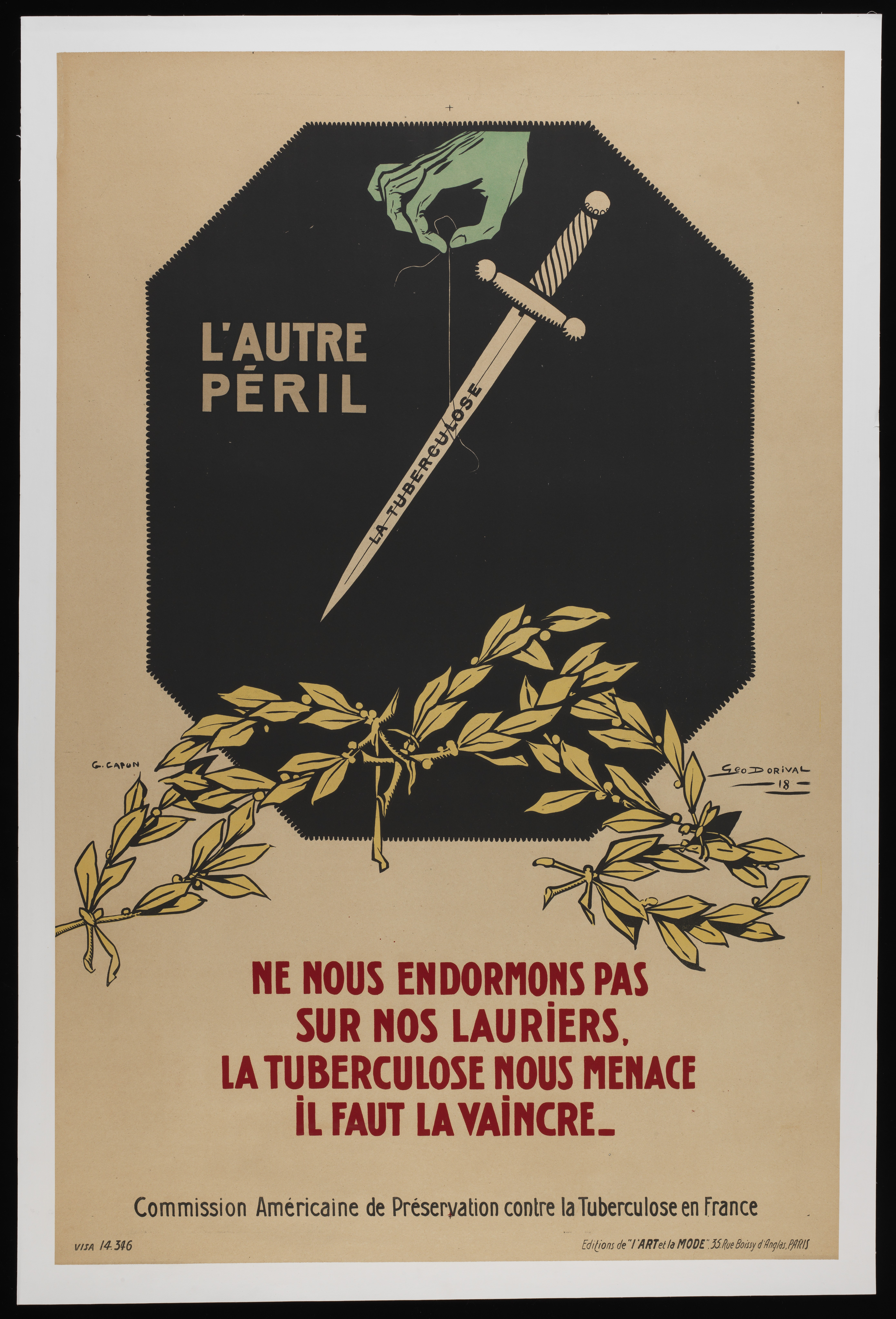
Grabado de Georges Capon

- Salón de los independientes, París, 1910.
- Salón de otoño, París, miembro en 1920.[10]
- Salón de los artistas franceses, París, 1922.
- Georges Capon, François Eberl, Édouard Goerg, Pierre Hodé, Henry Ramey, Galería Balzac, París, 1923,
- Salón de los Tullerias, París, 1928.
- 11th Internacional Water Colour exhibición, Arte Institue of Chicago, abril mayo 1931.[8]
- Exposición del veinte-tercer grupo de los artistas de este tiempo, Pequeño Palacio, París, marzo 1937.[11]
- Salón de los pintores testigos de su tiempo, museo Galliera, París, 1956 (tema : Rehabilitación del retrato), #marzo mayo de 1957 (tema : El deporte).
- 1917, Centre Pompidou-Metz, mayo septiembre de 2012.[12]
- Exposición itinérante organizada por el Servicio histórico de la Defensa y el Centro de los monumentos nacionales, Cientos carteles para un centenario, castillo de Vincennes, iglesia Santa-Lazare de Avallon, hotel de Región de Lyon, Museo de la Segunda Guerra Mundial de Nouméa, 2015 ; Australia : Canberra, Sídney, Brisbane, Perth, 2016 ; Estados Unidos, Italia y Bélgica, 2017.[13]
- Exposición de otoño, Galería Bertran, Rouen, noviembre de 2016.